# سوزي قاسم
سوزي قاسم (1 ديسمبر 1975 -) هي مخرجة سينمائية وكاتبة مصرية أمريكية.

## حياتها
ولدت سوزي قاسم في الأول من ديسمبر عام 1975 في توليدو بولاية أوهايو لأبوين مصريين أمريكيين. خلال طفولتها، التحقت بالمدارس الداخلية الدولية في فيلارز بسويسرا وسافرت حول العالم على نطاق واسع. إنها كاتبة ومخرجة وفيلسوفة وشاعرة ومواطنة عالمية. من خلال أعمالها ذات الطابع العالمي، أصبحت قاسم معروفة كمفكر تطوري وفنانة مبدعة معروفة ببناء الجسور بين الثقافتين الغربية والشرقية.

## أعمالها
أفلامها هارموني باركر عام 2006

## وصلات خارجية
- سوزي قاسم على موقع IMDb (الإنجليزية)
- سوزي قاسم على موقع كينوبويسك (الروسية)